# Halicyclops caneki
Halicyclops caneki – gatunek widłonoga z rodziny Halicyclopidae. Nazwa naukowa tych skorupiaków została opublikowana w 1995 roku przez biologa Franka Fiersa z Królewskiego Instytutu Nauk Przyrodniczych Belgii. Miejsce typowe to Laguna de Celestùn na północno-zachodnim krańcu półwyspu Jukatan w Meksyku.